# 龐坦門站
龐坦門站（法語：Porte de Pantin），副站名“维莱特公园”（法語：Parc de la Villette），是巴黎地鐵的一個車站，服務巴黎地鐵5號線。自2012年12月15日開始，在龐坦門站可以換乘巴黎路面電車3號線的列車。

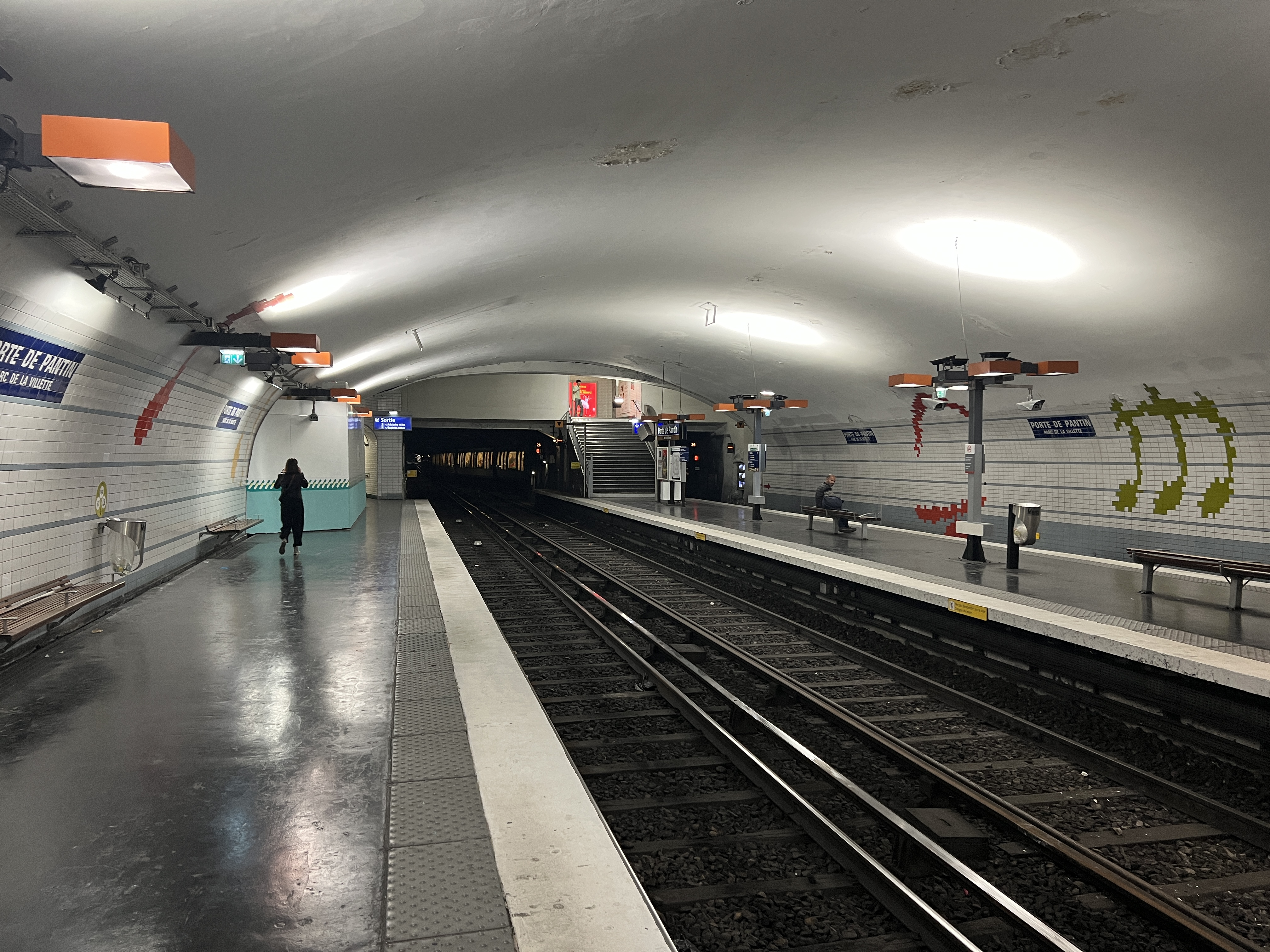
月台 (2022年6月)

## 車站結構
| 街道        |                    |                                |
| B1          | 夾層               |                                |
| 5號線月台層 | 南行               | 往意大利廣場（烏爾克）         |
| 5號線月台層 | 島式月台，左側開門 |                                |
| 5號線月台層 | 中央軌道           | 無定期服務                     |
| 5號線月台層 | 北行               | 往博比尼-巴勃羅·畢卡索（奧什） |
| 5號線月台層 | 側式月台，右側開門 |                                |